# Owner of a Lonely Heart
Owner of a Lonely Heart – singiel z płyty 90125 zespołu Yes, wydany w 1983 roku. Dotarł do pierwszej pozycji na Billboard Hot 100. Wykorzystano go w Rockstar Games: Grand Theft Auto: Vice City.